# Список астероїдів (15601—15700)
| Назва                           | Тимчасове позначення | Дата відкриття   | Місце відкриття             | Відкривач                                              |
| ------------------------------- | -------------------- | ---------------- | --------------------------- | ------------------------------------------------------ |
| (15601) 2000 GZ106              | 2000 GZ106           | 7 квітня 2000    | Сокорро (Нью-Мексико)       | LINEAR                                                 |
| (15602) 2000 GA108              | 2000 GA108           | 7 квітня 2000    | Сокорро (Нью-Мексико)       | LINEAR                                                 |
| (15603) 2000 GG108              | 2000 GG108           | 7 квітня 2000    | Сокорро (Нью-Мексико)       | LINEAR                                                 |
| 15604 Фрутс (Fruits)            | 2000 GT108           | 7 квітня 2000    | Сокорро (Нью-Мексико)       | LINEAR                                                 |
| (15605) 2000 GY114              | 2000 GY114           | 7 квітня 2000    | Сокорро (Нью-Мексико)       | LINEAR                                                 |
| 15606 Вінер (Winer)             | 2000 GU122           | 11 квітня 2000   | Обсерваторія Фаунтін-Гіллс  | Чарльз Джулз                                           |
| (15607) 2000 GA124              | 2000 GA124           | 7 квітня 2000    | Сокорро (Нью-Мексико)       | LINEAR                                                 |
| 15608 Оунес (Owens)             | 2000 GK124           | 7 квітня 2000    | Сокорро (Нью-Мексико)       | LINEAR                                                 |
| 15609 Kosmaczewski              | 2000 GP124           | 7 квітня 2000    | Сокорро (Нью-Мексико)       | LINEAR                                                 |
| (15610) 2000 GY126              | 2000 GY126           | 7 квітня 2000    | Сокорро (Нью-Мексико)       | LINEAR                                                 |
| (15611) 2000 GD127              | 2000 GD127           | 7 квітня 2000    | Сокорро (Нью-Мексико)       | LINEAR                                                 |
| (15612) 2000 GV133              | 2000 GV133           | 7 квітня 2000    | Сокорро (Нью-Мексико)       | LINEAR                                                 |
| (15613) 2000 GH136              | 2000 GH136           | 12 квітня 2000   | Сокорро (Нью-Мексико)       | LINEAR                                                 |
| 15614 Піллінджер (Pillinger)    | 2000 GA143           | 7 квітня 2000    | Станція Андерсон-Меса       | LONEOS                                                 |
| (15615) 2000 HU1                | 2000 HU1             | 25 квітня 2000   | Вішнянська обсерваторія     | Корадо Корлевіч                                        |
| (15616) 2000 HG10               | 2000 HG10            | 27 квітня 2000   | Сокорро (Нью-Мексико)       | LINEAR                                                 |
| 15617 Фолловфілд (Fallowfield)  | 2000 HK10            | 27 квітня 2000   | Сокорро (Нью-Мексико)       | LINEAR                                                 |
| 15618 Лоріфрітц (Lorifritz)     | 2000 HF11            | 27 квітня 2000   | Сокорро (Нью-Мексико)       | LINEAR                                                 |
| 15619 Альбертву (Albertwu)      | 2000 HE13            | 28 квітня 2000   | Сокорро (Нью-Мексико)       | LINEAR                                                 |
| 15620 Бельтрамі (Beltrami)      | 2000 HQ14            | 29 квітня 2000   | Прескоттська обсерваторія   | Пол Комба                                              |
| 15621 Ерікговланд (Erikhovland) | 2000 HO20            | 29 квітня 2000   | Обсерваторія Галеакала      | NEAT                                                   |
| 15622 Вестрич (Westrich)        | 2000 HY20            | 27 квітня 2000   | Сокорро (Нью-Мексико)       | LINEAR                                                 |
| (15623) 2000 HU30               | 2000 HU30            | 28 квітня 2000   | Сокорро (Нью-Мексико)       | LINEAR                                                 |
| 15624 Ламбертон (Lamberton)     | 2000 HB31            | 28 квітня 2000   | Сокорро (Нью-Мексико)       | LINEAR                                                 |
| (15625) 2000 HB35               | 2000 HB35            | 27 квітня 2000   | Сокорро (Нью-Мексико)       | LINEAR                                                 |
| (15626) 2000 HR50               | 2000 HR50            | 29 квітня 2000   | Сокорро (Нью-Мексико)       | LINEAR                                                 |
| 15627 Гонг (Hong)               | 2000 HW52            | 29 квітня 2000   | Сокорро (Нью-Мексико)       | LINEAR                                                 |
| 15628 Ґонзалес (Gonzales)       | 2000 HA53            | 29 квітня 2000   | Сокорро (Нью-Мексико)       | LINEAR                                                 |
| 15629 Срінер (Sriner)           | 2000 HK53            | 29 квітня 2000   | Сокорро (Нью-Мексико)       | LINEAR                                                 |
| 15630 Дісанті (Disanti)         | 2000 HT56            | 24 квітня 2000   | Станція Андерсон-Меса       | LONEOS                                                 |
| 15631 Деллоруссо (Dellorusso)   | 2000 HT57            | 24 квітня 2000   | Станція Андерсон-Меса       | LONEOS                                                 |
| 15632 Мегі-Зауер (Magee-Sauer)  | 2000 HU70            | 26 квітня 2000   | Станція Андерсон-Меса       | LONEOS                                                 |
| (15633) 2000 JZ1                | 2000 JZ1             | 2 травня 2000    | Сокорро (Нью-Мексико)       | LINEAR                                                 |
| (15634) 2000 JD15               | 2000 JD15            | 6 травня 2000    | Сокорро (Нью-Мексико)       | LINEAR                                                 |
| 15635 Ендрюгоґер (Andrewhager)  | 2000 JV27            | 7 травня 2000    | Сокорро (Нью-Мексико)       | LINEAR                                                 |
| (15636) 2000 JD31               | 2000 JD31            | 7 травня 2000    | Сокорро (Нью-Мексико)       | LINEAR                                                 |
| (15637) 2000 JY53               | 2000 JY53            | 6 травня 2000    | Сокорро (Нью-Мексико)       | LINEAR                                                 |
| (15638) 2000 JA65               | 2000 JA65            | 5 травня 2000    | Сокорро (Нью-Мексико)       | LINEAR                                                 |
| (15639) 2074 P-L                | 2074 P-L             | 24 вересня 1960  | Паломарська обсерваторія    | К. Й. ван Гаутен, І. ван Гаутен-Ґроневельд, Т. Герельс |
| (15640) 2632 P-L                | 2632 P-L             | 24 вересня 1960  | Паломарська обсерваторія    | К. Й. ван Гаутен, І. ван Гаутен-Ґроневельд, Т. Герельс |
| (15641) 2668 P-L                | 2668 P-L             | 24 вересня 1960  | Паломарська обсерваторія    | К. Й. ван Гаутен, І. ван Гаутен-Ґроневельд, Т. Герельс |
| (15642) 2679 P-L                | 2679 P-L             | 24 вересня 1960  | Паломарська обсерваторія    | К. Й. ван Гаутен, І. ван Гаутен-Ґроневельд, Т. Герельс |
| (15643) 3540 P-L                | 3540 P-L             | 17 жовтня 1960   | Паломарська обсерваторія    | К. Й. ван Гаутен, І. ван Гаутен-Ґроневельд, Т. Герельс |
| (15644) 4157 P-L                | 4157 P-L             | 24 вересня 1960  | Паломарська обсерваторія    | К. Й. ван Гаутен, І. ван Гаутен-Ґроневельд, Т. Герельс |
| (15645) 4163 P-L                | 4163 P-L             | 24 вересня 1960  | Паломарська обсерваторія    | К. Й. ван Гаутен, І. ван Гаутен-Ґроневельд, Т. Герельс |
| (15646) 4555 P-L                | 4555 P-L             | 24 вересня 1960  | Паломарська обсерваторія    | К. Й. ван Гаутен, І. ван Гаутен-Ґроневельд, Т. Герельс |
| (15647) 4556 P-L                | 4556 P-L             | 24 вересня 1960  | Паломарська обсерваторія    | К. Й. ван Гаутен, І. ван Гаутен-Ґроневельд, Т. Герельс |
| (15648) 6115 P-L                | 6115 P-L             | 24 вересня 1960  | Паломарська обсерваторія    | К. Й. ван Гаутен, І. ван Гаутен-Ґроневельд, Т. Герельс |
| (15649) 6317 P-L                | 6317 P-L             | 24 вересня 1960  | Паломарська обсерваторія    | К. Й. ван Гаутен, І. ван Гаутен-Ґроневельд, Т. Герельс |
| (15650) 6725 P-L                | 6725 P-L             | 24 вересня 1960  | Паломарська обсерваторія    | К. Й. ван Гаутен, І. ван Гаутен-Ґроневельд, Т. Герельс |
| 15651 Tlepolemos                | 9612 P-L             | 22 жовтня 1960   | Паломарська обсерваторія    | К. Й. ван Гаутен, І. ван Гаутен-Ґроневельд, Т. Герельс |
| (15652) 1048 T-1                | 1048 T-1             | 25 березня 1971  | Паломарська обсерваторія    | К. Й. ван Гаутен, І. ван Гаутен-Ґроневельд, Т. Герельс |
| (15653) 1080 T-1                | 1080 T-1             | 25 березня 1971  | Паломарська обсерваторія    | К. Й. ван Гаутен, І. ван Гаутен-Ґроневельд, Т. Герельс |
| (15654) 1176 T-1                | 1176 T-1             | 25 березня 1971  | Паломарська обсерваторія    | К. Й. ван Гаутен, І. ван Гаутен-Ґроневельд, Т. Герельс |
| (15655) 2209 T-1                | 2209 T-1             | 25 березня 1971  | Паломарська обсерваторія    | К. Й. ван Гаутен, І. ван Гаутен-Ґроневельд, Т. Герельс |
| (15656) 3277 T-1                | 3277 T-1             | 26 березня 1971  | Паломарська обсерваторія    | К. Й. ван Гаутен, І. ван Гаутен-Ґроневельд, Т. Герельс |
| (15657) 1125 T-2                | 1125 T-2             | 29 вересня 1973  | Паломарська обсерваторія    | К. Й. ван Гаутен, І. ван Гаутен-Ґроневельд, Т. Герельс |
| (15658) 1265 T-2                | 1265 T-2             | 29 вересня 1973  | Паломарська обсерваторія    | К. Й. ван Гаутен, І. ван Гаутен-Ґроневельд, Т. Герельс |
| (15659) 2141 T-2                | 2141 T-2             | 29 вересня 1973  | Паломарська обсерваторія    | К. Й. ван Гаутен, І. ван Гаутен-Ґроневельд, Т. Герельс |
| (15660) 3025 T-2                | 3025 T-2             | 30 вересня 1973  | Паломарська обсерваторія    | К. Й. ван Гаутен, І. ван Гаутен-Ґроневельд, Т. Герельс |
| (15661) 3281 T-2                | 3281 T-2             | 30 вересня 1973  | Паломарська обсерваторія    | К. Й. ван Гаутен, І. ван Гаутен-Ґроневельд, Т. Герельс |
| (15662) 4064 T-2                | 4064 T-2             | 29 вересня 1973  | Паломарська обсерваторія    | К. Й. ван Гаутен, І. ван Гаутен-Ґроневельд, Т. Герельс |
| 15663 Periphas                  | 4168 T-2             | 29 вересня 1973  | Паломарська обсерваторія    | К. Й. ван Гаутен, І. ван Гаутен-Ґроневельд, Т. Герельс |
| (15664) 4050 T-3                | 4050 T-3             | 16 жовтня 1977   | Паломарська обсерваторія    | К. Й. ван Гаутен, І. ван Гаутен-Ґроневельд, Т. Герельс |
| (15665) 4094 T-3                | 4094 T-3             | 16 жовтня 1977   | Паломарська обсерваторія    | К. Й. ван Гаутен, І. ван Гаутен-Ґроневельд, Т. Герельс |
| (15666) 5021 T-3                | 5021 T-3             | 16 жовтня 1977   | Паломарська обсерваторія    | К. Й. ван Гаутен, І. ван Гаутен-Ґроневельд, Т. Герельс |
| (15667) 5046 T-3                | 5046 T-3             | 16 жовтня 1977   | Паломарська обсерваторія    | К. Й. ван Гаутен, І. ван Гаутен-Ґроневельд, Т. Герельс |
| (15668) 5138 T-3                | 5138 T-3             | 16 жовтня 1977   | Паломарська обсерваторія    | К. Й. ван Гаутен, І. ван Гаутен-Ґроневельд, Т. Герельс |
| 15669 Pshenichner               | 1974 ST1             | 19 вересня 1974  | КрАО                        | Людмила Черних                                         |
| (15670) 1975 SO1                | 1975 SO1             | 30 вересня 1975  | Паломарська обсерваторія    | Ш. Дж. Бас                                             |
| 15671 Suzannedebarbat           | 1977 EP6             | 12 березня 1977  | Обсерваторія Кісо           | Хірокі Косаї, Кіїтіро Фурукава                         |
| 15672 Сатоноріо (Sato-Norio)    | 1977 EX7             | 12 березня 1977  | Обсерваторія Кісо           | Хірокі Косаї, Кіїтіро Фурукава                         |
| 15673 Chetaev                   | 1978 PV2             | 8 серпня 1978    | КрАО                        | Черних Микола Степанович                               |
| (15674) 1978 RR7                | 1978 RR7             | 2 вересня 1978   | Обсерваторія Ла-Сілья       | Клаес-Інґвар Лаґерквіст                                |
| 15675 Ґолосеєво (Goloseevo)     | 1978 SP5             | 27 вересня 1978  | КрАО                        | Черних Людмила Іванівна                                |
| 15676 Almoisheev                | 1978 TQ5             | 8 жовтня 1978    | КрАО                        | Людмила Черних                                         |
| (15677) 1980 TZ5                | 1980 TZ5             | 14 жовтня 1980   | Обсерваторія Цзицзіньшань   | Обсерваторія Червона Гора                              |
| (15678) 1981 DM                 | 1981 DM              | 28 лютого 1981   | Обсерваторія Сайдинг-Спрінг | Ш. Дж. Бас                                             |
| (15679) 1981 DA1                | 1981 DA1             | 28 лютого 1981   | Обсерваторія Сайдинг-Спрінг | Ш. Дж. Бас                                             |
| (15680) 1981 EV7                | 1981 EV7             | 1 березня 1981   | Обсерваторія Сайдинг-Спрінг | Ш. Дж. Бас                                             |
| (15681) 1981 ES17               | 1981 ES17            | 2 березня 1981   | Обсерваторія Сайдинг-Спрінг | Ш. Дж. Бас                                             |
| (15682) 1981 EB25               | 1981 EB25            | 2 березня 1981   | Обсерваторія Сайдинг-Спрінг | Ш. Дж. Бас                                             |
| (15683) 1981 EX25               | 1981 EX25            | 2 березня 1981   | Обсерваторія Сайдинг-Спрінг | Ш. Дж. Бас                                             |
| (15684) 1981 ED28               | 1981 ED28            | 2 березня 1981   | Обсерваторія Сайдинг-Спрінг | Ш. Дж. Бас                                             |
| (15685) 1981 EU33               | 1981 EU33            | 1 березня 1981   | Обсерваторія Сайдинг-Спрінг | Ш. Дж. Бас                                             |
| (15686) 1981 EW33               | 1981 EW33            | 1 березня 1981   | Обсерваторія Сайдинг-Спрінг | Ш. Дж. Бас                                             |
| (15687) 1981 ES38               | 1981 ES38            | 1 березня 1981   | Обсерваторія Сайдинг-Спрінг | Ш. Дж. Бас                                             |
| (15688) 1981 UW23               | 1981 UW23            | 24 жовтня 1981   | Паломарська обсерваторія    | Ш. Дж. Бас                                             |
| (15689) 1981 UP25               | 1981 UP25            | 25 жовтня 1981   | Паломарська обсерваторія    | Ш. Дж. Бас                                             |
| (15690) 1982 JD3                | 1982 JD3             | 15 травня 1982   | Паломарська обсерваторія    | Паломарська обсерваторія                               |
| 15691 Маслов (Maslov)           | 1982 TF1             | 14 жовтня 1982   | КрАО                        | Карачкіна Людмила Георгіївна                           |
| (15692) 1984 RA                 | 1984 RA              | 1 вересня 1984   | Паломарська обсерваторія    | Марія Баруччі                                          |
| (15693) 1984 SN6                | 1984 SN6             | 23 вересня 1984  | Обсерваторія Ла-Сілья       | Анрі Дебеонь                                           |
| (15694) 1985 RR3                | 1985 RR3             | 7 вересня 1985   | Обсерваторія Ла-Сілья       | Анрі Дебеонь                                           |
| 15695 Федіршпиг (Fedorshpig)    | 1985 RJ5             | 11 вересня 1985  | КрАО                        | Черних Микола Степанович                               |
| (15696) 1986 QG1                | 1986 QG1             | 26 серпня 1986   | Обсерваторія Ла-Сілья       | Анрі Дебеонь                                           |
| (15697) 1986 QO1                | 1986 QO1             | 27 серпня 1986   | Обсерваторія Ла-Сілья       | Анрі Дебеонь                                           |
| (15698) 1986 QO2                | 1986 QO2             | 28 серпня 1986   | Обсерваторія Ла-Сілья       | Анрі Дебеонь                                           |
| (15699) 1986 VM6                | 1986 VM6             | 6 листопада 1986 | Станція Андерсон-Меса       | Едвард Бовелл                                          |
| (15700) 1987 QD                 | 1987 QD              | 24 серпня 1987   | Паломарська обсерваторія    | Стефен Сінґер-Брюстер                                  |

| ← Астероїди 10001—20000 → |             |             |             |             |             |             |             |             |             |
| 10001—10100               | 11001—11100 | 12001—12100 | 13001—13100 | 14001—14100 | 15001—15100 | 16001—16100 | 17001—17100 | 18001—18100 | 19001—19100 |
| 10101—10200               | 11101—11200 | 12101—12200 | 13101—13200 | 14101—14200 | 15101—15200 | 16101—16200 | 17101—17200 | 18101—18200 | 19101—19200 |
| 10201—10300               | 11201—11300 | 12201—12300 | 13201—13300 | 14201—14300 | 15201—15300 | 16201—16300 | 17201—17300 | 18201—18300 | 19201—19300 |
| 10301—10400               | 11301—11400 | 12301—12400 | 13301—13400 | 14301—14400 | 15301—15400 | 16301—16400 | 17301—17400 | 18301—18400 | 19301—19400 |
| 10401—10500               | 11401—11500 | 12401—12500 | 13401—13500 | 14401—14500 | 15401—15500 | 16401—16500 | 17401—17500 | 18401—18500 | 19401—19500 |
| 10501—10600               | 11501—11600 | 12501—12600 | 13501—13600 | 14501—14600 | 15501—15600 | 16501—16600 | 17501—17600 | 18501—18600 | 19501—19600 |
| 10601—10700               | 11601—11700 | 12601—12700 | 13601—13700 | 14601—14700 | 15601—15700 | 16601—16700 | 17601—17700 | 18601—18700 | 19601—19700 |
| 10701—10800               | 11701—11800 | 12701—12800 | 13701—13800 | 14701—14800 | 15701—15800 | 16701—16800 | 17701—17800 | 18701—18800 | 19701—19800 |
| 10801—10900               | 11801—11900 | 12801—12900 | 13801—13900 | 14801—14900 | 15801—15900 | 16801—16900 | 17801—17900 | 18801—18900 | 19801—19900 |
| 10901—11000               | 11901—12000 | 12901—13000 | 13901—14000 | 14901—15000 | 15901—16000 | 16901—17000 | 17901—18000 | 18901—19000 | 19901—20000 |